# Posada
Posada (sardinsky: Pasàda) je italská obec (comune) v provincii Nuoro v regionu Sardinie. Nachází se ve výšce 37 metrů nad mořem a má přibližně 3 000 obyvatel. Rozloha obce je 32,77 km².